# Серебряков Лазар Маркович
Лазар Маркович Серебряков (при народженні Газар Маркосович Арцатагордзян; 3 березня 1792, Карасубазар — 28 лютого 1862, Санкт-Петербург) — російський військово-морський діяч, учасник Кавказьких походів, засновник міста і порту Новоросійська, командувач Приморською Кавказькою оборонною лінією в ході Кримської війни, член Адміралтейств-Ради, адмірал.

## Біографія
Народився 3 березня 1792 року в місті Карасубазарі (нині Білогірськ, Автономна Республіка Крим) у вірменській дворянській родині. Після закінчення парафіяльної школи вступив до Одеського ліцею.
Успішно закінчивши ліцей, 15-ти річний Лазар 10 червня 1810 року став волонтером Чорноморського гребного флоту. Протягом трьох років він сумлінно виконував свої обов'язки, у вільний від служби час вивчав морську справа, історію, географію, французьку мову, займався малюванням. У період служби та навчання Серебряков зарекомендував себе дуже позитивно. 18 серпня 1813 року він був направлений до Миколаївської навігаційної школи. Там він крім теоретичних занять бував у навчальних плаваннях. Плавав на бригу «Цар Костянтин», бригантині «Михаїл», транспортному судні «Дунай». Після трох річного навчання і плавання гардемарин Серебряков, успішно витримавши важкі іспити, 21 червня був проведений в мічмани і був направлений для проходження служби на корабель «Париж». Потім став плавати на кораблях «Лінивий» і «Імператор Франц», фрегатах «Лілія» і «Флора», шхуні «Севастополь», бригу «Миколай», корветі «Або», транспортних суднах. Серебряков відрізнявся високою військовою старанністю і кмітливістю. Начальство, гідно оцінивши ці його якості і в зв'язку з десятиріччям служби в Чорноморському флоті 28 лютого 1820 надало йому звання лейтенанта. 20 березня 1825 року Серебряков вже як капітан самостійно вивів корвет «Або» на водні простори. Потім плавав на фрегаті «Флора».
В жовтні 1826 року Серебряков був відкликаний начальством і призначений ад'ютантом начальника Головного Морського штабу віце-адмірала Мессера. Став плавати на флагманському кораблі «Імператор Франц», брав участь у бойових навчаннях, накопичував досвід командної та штабної роботи. 9 липня 1828 року «За відзнаки під час облоги фортеці Анапи», проведений в капітан-лейтенанти. Брав участь у боях під фортецею Варна і взятті Варниських висот. За подвиги, здійснені в боях під Варною, Імператором наданий Орденом святого Володимира 4-го ступеня з бантом. На завершальному етапі російсько-турецької війни на кораблі «Пантелеймон» брав участь у боях при взятті міст Месембрі, Мідії і Інади. За мужність нагороджений кавалером Ордена Святої Анни 4-го ступеня з написом на шаблі «За хоробрість».
Після закінчення російсько-турецької війни призначений радником при начальнику Головного Морського Штабу. Під прапором начальника Головного Морського штабу плавав у Фінській затоці на кораблях «Кульм», «Імператор Олександр», «Ахта», фрегаті «Поспішний» і люгері «Оранієнбаум». 8 вересня 1831 року нагороджений Орденом Святої Анни 3-го ступеня. У грудні 1835 року орденом Святого Станіслава 3-го ступеня за бездоганне виконання відповідальних завдань вищого військового командування. За загальне керівництво з підготовки морських загонів для захоплення міст Сочі, Туапсе і Шапсуха 18 квітня 1837 наказом Імператора зроблений капітаном 1-го рангу і нагороджений за вислугу років Орденом Святого Георгія 4-го класу.
При висадці десанту в Туапсе очолив експедиційний сухопутний загін і висадився в гирлі річки Кубані, пройшов через гори до фортеці Гелендорок і вийшов до гирл річок Пігади і Вугану. Потім очолив десантний загін для винищення турецьких суден при річках Шапарх, Агуя і Чучух. За чітке і дострокове виконання завдання був нагороджений Орденом Святої Анни 2-го ступеня. За операцію в Керченській протоці, пов'язану із захопленням Туапсе, нагороджений Орденом Святого Станіслава 2-го ступеня. 10 липня 1838 року десантні загони під його командуванням були висаджені на берег в гирлі річки Шапсух. Після закінчення будівництва укріплень при річці, війська були направлені в Суджутську бухту. Подолавши опір горців, десантні війська висадилися у гирлі Цемесса. Придушивши опір горців, приступив до будівництва потужного форту і майбутнього міста Новоросійська. За відмінне виконання десантних операцій проведений в контр-адмірали і нагороджений Орденом Святого Володимира 3-го ступеня. 18 квітня 1839 року призначений начальником Першого відділення Чорноморської берегової лінії для зміцнення Новоросійська і влаштовування там морського порту. 18 років віддав плановому будівництва міста.
За великі заслуги в містобудуванні і розвитку краю, нагороджений Орденом Святої Анни 1-го ступеня, Орденом Святого Володимира 2-го ступеня і був проведений у віце-адмірали. 27 листопада 1852 року на честь 300-річчя приєднання Казанського ханства до Росії нагороджений Орденом Олександра Невського.

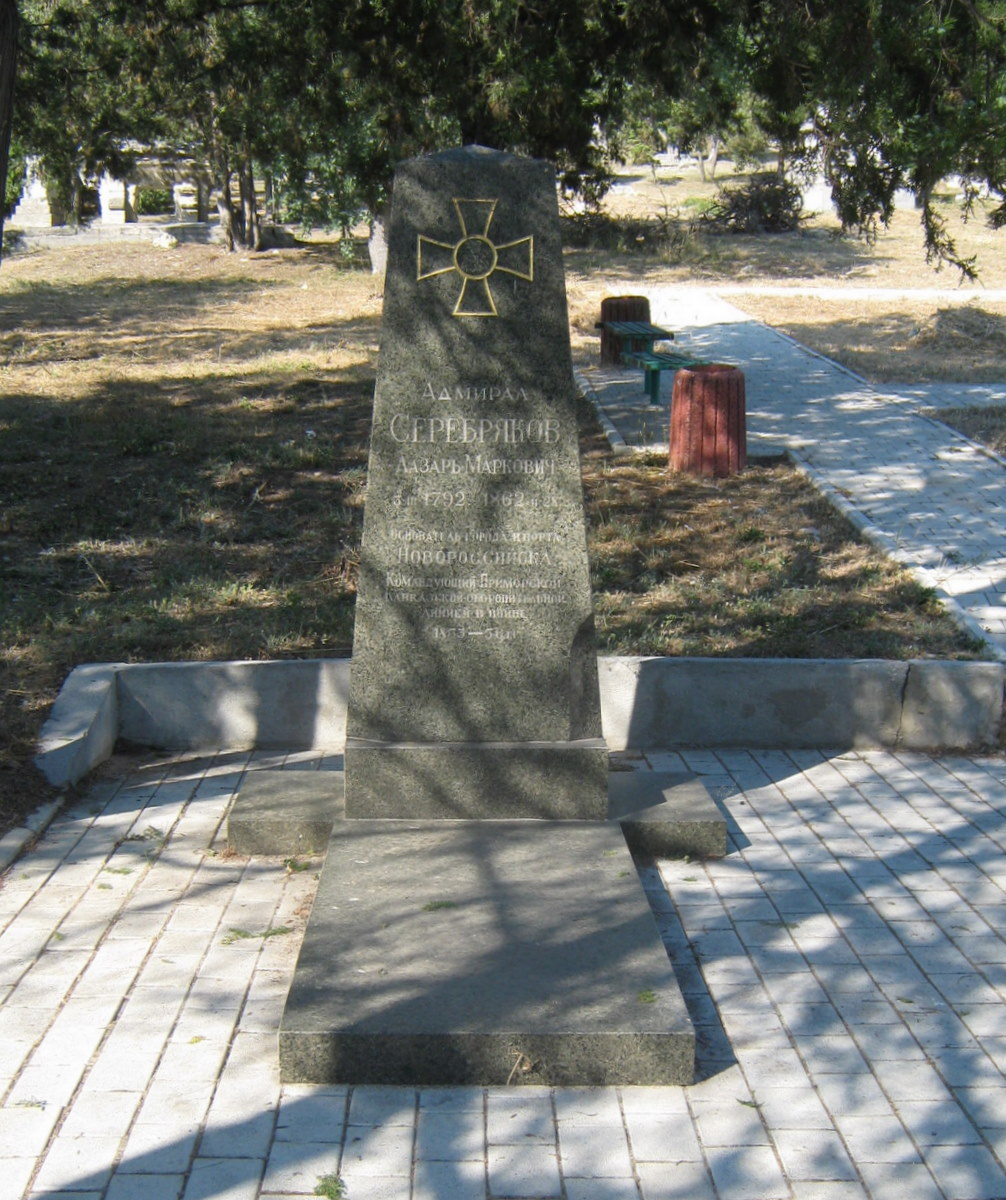
Могила Лазаря Серебрякова

У період Східної війни (1853—1856) командував усіма кораблями на східному березі Чорного моря і військовими експедиціями до південно-східних турецьких гарнізонів. Керував знищенням турецьких укріплень біля старого Трапезунда. З вступом у війну Англії і Франції проти Росії положення Чорноморського флоту і Чорноморської берегової лінії стало надзвичайно важким. Щоб уникнути трагедії Серебряков приймає самостійне рішення про зняття гарнізонів, укріплень і без втрат евакуює Новоросійськ. Після підписання у 1856 році в Парижі мирного договору призначений членом Адміралтейств-ради і зведений в адмірали флоту. 27 жовтня 1856 року до орденів Святого Олександра Невського, Білого Орла, Святого Станіслава 1-го ступеня і Святої Анни 1-го ступеня були приєднані мечі.
Помер 28 лютого 1862 року у Санкт-Петербурзі після нетривалої хвороби. За заповітом його тіло перевезли на батьківщину в Карасубазар і поховали на Вірменському цвинтарі. 21 травня 1955 року був перепохований на Братському кладовищі в Севастополі.